# Polyoxyethylen(40)stearat
Polyoxyethylen(40)stearat ist eine chemische Verbindung mit emulgierender Wirkung. Sie wird als Lebensmittelzusatzstoff (in der Europäischen Union mit der Kennzeichnung E 431) verwendet. Sie findet auch in der Kosmetikindustrie und als pharmazeutischer Hilfsstoff Anwendung.
Chemisch handelt es sich um ein Gemisch der Mono- und Diester von hauptsächlich Stearinsäure mit Polyethylenglycol (PEG); die durchschnittlichen Polymerlänge beträgt etwa 40 Oxyethyleneinheiten.

## Beschreibung
Bei der Substanz handelt es sich um cremefarbene Flocken oder einen wachsartigen Feststoff, der einen schwachen Geruch aufweist. Er ist sowohl in Wasser als auch in Ethanol, Methanol und Ethylacetat löslich. Der Gehalt an freiem Ethylenoxid ist auf maximal 0,2 Milligramm Ethylenoxid pro Kilogramm Polyoxyethylen(40)stearat (für die Verwendung in Lebensmitteln) bzw. 1 Milligramm  pro Kilogramm (für die Verwendung in Arzneimitteln) beschränkt.

## Verwendung
Das Polyoxyethylen(40)stearat fungiert hauptsächlich als Emulgator, kann aber auch als Stabilisator für Puddings und Backwaren eingesetzt werden.
In der Kosmetikindustrie wird Polyoxyethylen(40)stearat in Shampoos verwendet. Er sorgt dafür, dass das Fett und der Schmutz aus den Haaren mit Wasser abgewaschen werden kann.
Die emulgierenden Eigenschaften werden auch für die Arzneiformulierung genutzt. Für die pharmazeutische Verwendung wird je nach Reinheit der Stearinsäurekomponente in zwei Qualitäten, Macrogolstearat Typ I und II, unterschieden.

## Rechtliche Situation
In der Europäischen Union ist Polyoxyethylen(40)stearat als Lebensmittelzusatzstoff im Anhang II der Verordnung (EG) Nr. 1333/2008 (Stand: August 2021) und in der Schweiz in der Zusatzstoffverordnung (ZuV) (Stand: März 2022) aufgelistet. 